# Donja Dubrava
Donja Dubrava (Nedre Dubrava) är en stadsdel i Zagreb i Kroatien. Donja Dubrava är sedan år 1999 en av två administrativa enheter som utgör det historiska området Dubrava. Stadsdelen har 36 461 invånare (2011) och en yta på 10,81 km2. 

## Geografi
Donja Dubrava ligger i låglänt terräng sydöst om Zagrebs stadskärna. I den sydöstra delen av Donja Dubrava finns större skogsområden. I nordväst är stadsdelen urbaniserad och karaktäriseras av smala gator. Donja Dubrava gränsar till Gornja Dubrava (Övre Dubrava) i norr, Sesvete i öster, Peščenica-Žitnjak i söder och Maksimir i nordväst.

## Lista över lokalnämnder
I Donja Dubrava finns 8 lokalnämnder (mjesni odbori) som var och en styr över ett mindre område;
- Čulinec
- Donja Dubrava
- "Ivan Mažuranić"
- Novi Retkovec
- Resnički gaj
- "30. svibnja 1990."
- Travno
- Trnava

### Fotnoter
1. ↑  ”Census of Population, Households and Dwellings 2011, First Results by Settlements” (på engelska och kroatiska) ( PDF). Kroatiska statistiska centralbyrån. Arkiverad från originalet den 19 augusti 2014. https://web.archive.org/web/20140819030849/http://www.dzs.hr/Hrv_Eng/publication/2011/SI-1441.pdf. Läst 9 april 2013.
2. ↑  Zagreb.hr Arkiverad 1 mars 2014 hämtat från the Wayback Machine. – Zagrebs officiella webbplats (kroatiska)
3. ↑  Zagreb.hr Arkiverad 13 juli 2014 hämtat från the Wayback Machine. – Zagrebs officiella webbplats (kroatiska)